# 利比里亞國家足球隊
利比里亞國家足球隊（Liberia National Football Team）別號孤獨之星（Lone Stars），是非洲國家利比里亞男子足球國家代表隊，由利比里亞足球協會負責管轄。
雖然利比里亞的成為1995年世界足球先生，是首位亦是至今唯一一位非洲足球員獲得這個榮譽，但個人的榮譽卻不能將國家隊推上世界舞台，利比里亞從未打入世界盃的決賽周，最佳成績是2002年韓日世界盃外圍賽僅欠1分而飲恨未能出線。

## 國家足球榮譽
- 西非國家盃（West African Nations Cup） :
  - 1次亞軍
- 西非經濟共同體盃（CEDEAO Cup） :
  - 1次亞軍

## 世界盃紀錄
- 1930年 - 1962年 - 沒有參賽
- 1966年 - 退出
- 1970年 - 1978年 - 沒有參賽
- 1982年 - 1990年 - 外圍賽出局
- 1994年 - 退出
- 1998年 - 2022年 - 外圍賽出局

## 非洲國家盃紀錄
- 1957年 - 1962年 - 不屬於非洲足球協會的一部分
- 1963年 - 1965年 - 沒有參賽
- 1968年 - 外圍賽出局
- 1970年 - 1974年 - 沒有參賽
- 1976年 - 外圍賽出局
- 1978年 - 1980年 - 沒有參賽
- 1982年 - 外圍賽出局
- 1984年 - 退出
- 1986年 - 1990年 - 外圍賽出局
- 1992年 - 退出
- 1994年 - 外圍賽出局
- 1996年 - 小組賽
- 1998年 - 外圍賽出局
- 2000年 - 外圍賽出局
- 2002年 - 小組賽
- 2004年 - 2023年 - 外圍賽出局

## 著名球員
- （George Weah）
- 凱爾文·塞布韋（英语：Kelvin Sebwe）
- 詹姆斯·德巴（英语：James Debbah）
- 克裡斯·格本迪（英语：Chris Gbandi）
- 齊齊·羅伯茨（英语：Zizi Roberts）
- 克里斯多夫·雷（英语：Christopher Wreh）
- 吉米·迪克森（英语：Jimmy Dixon）
- 杜利·約翰斯頓（英语：Dulee Johnston）

## 外部連結
- 利比里亞足球協會官方網站